# Bloomberg (agencja prasowa)
Bloomberg L.P. – agencja prasowa, specjalizuje się w dostarczaniu informacji na temat rynków finansowych. Siedziba firmy znajduje się na Manhattanie. Bloomberg został założony w 1981 roku przez Michaela Bloomberga.
W jej londyńskiej siedzibie wygłoszono Bloomberg speech, które było pierwszą zapowiedzią Referendum w Wielkiej Brytanii w 2016 roku, a jego następstwem był Brexit.